# Wysokogórskie Obserwatorium Meteorologiczne na Śnieżce

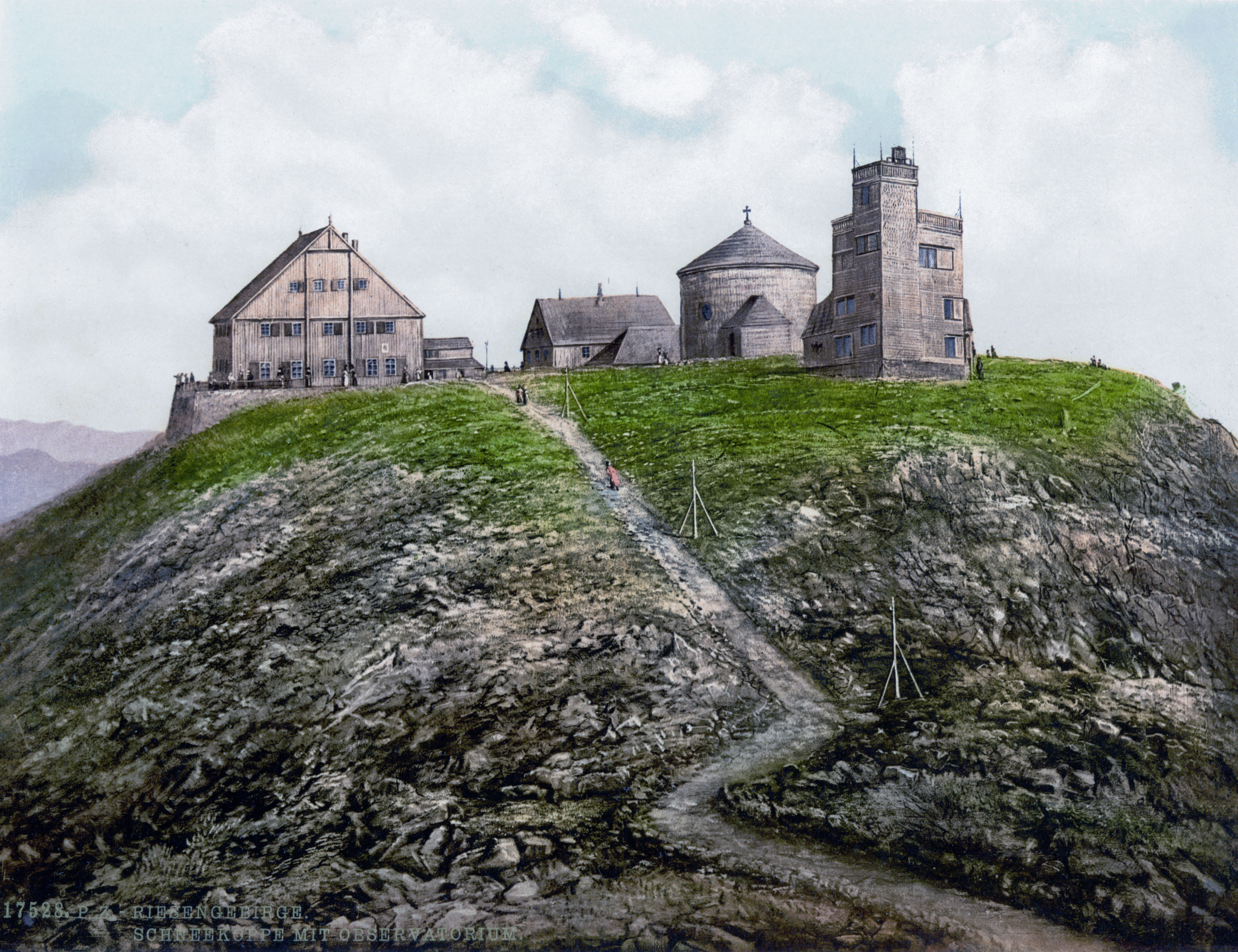
Budynek starego obserwatorium około roku 1900 (pierwszy z prawej)

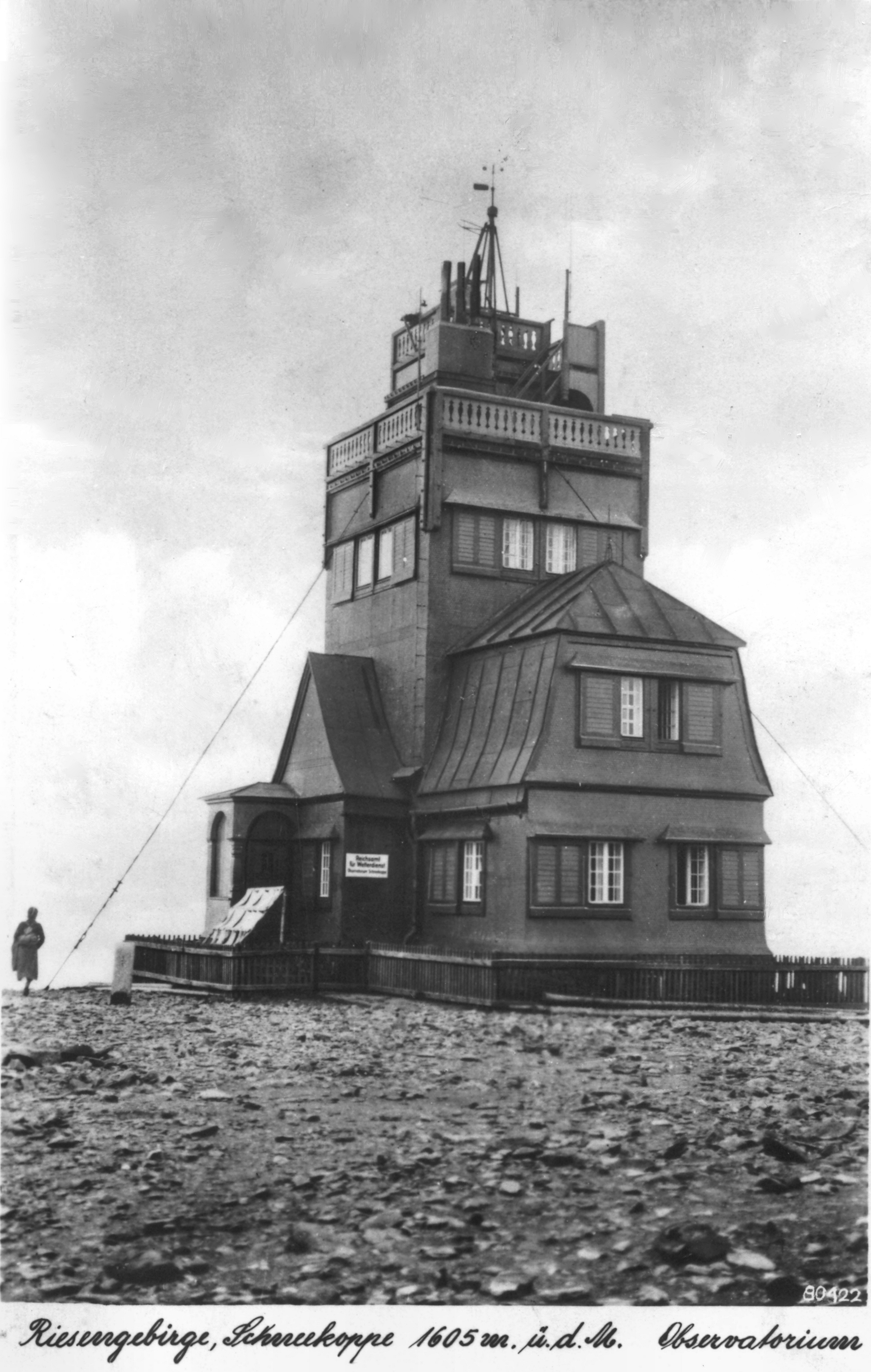
Budynek starego obserwatorium w roku 1942

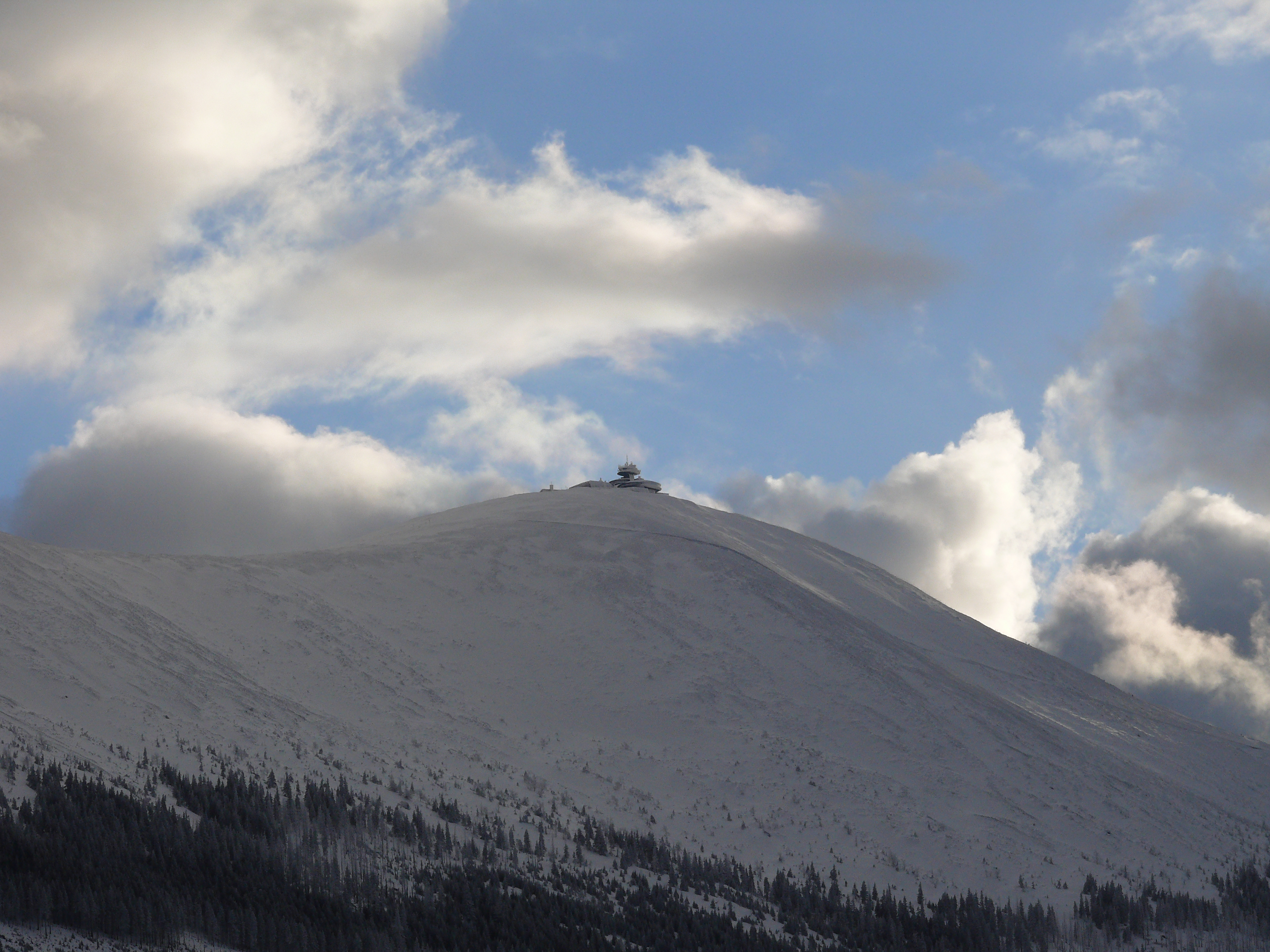
Budynek nowego obserwatorium – widok z Kruczych Skał w Karpaczu

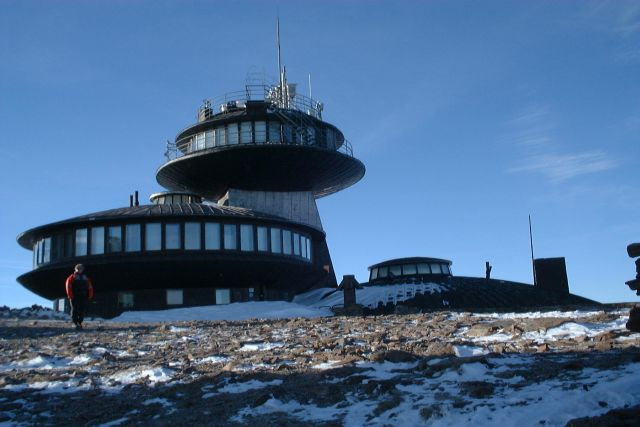
Budynek nowego obserwatorium – widok od wschodu

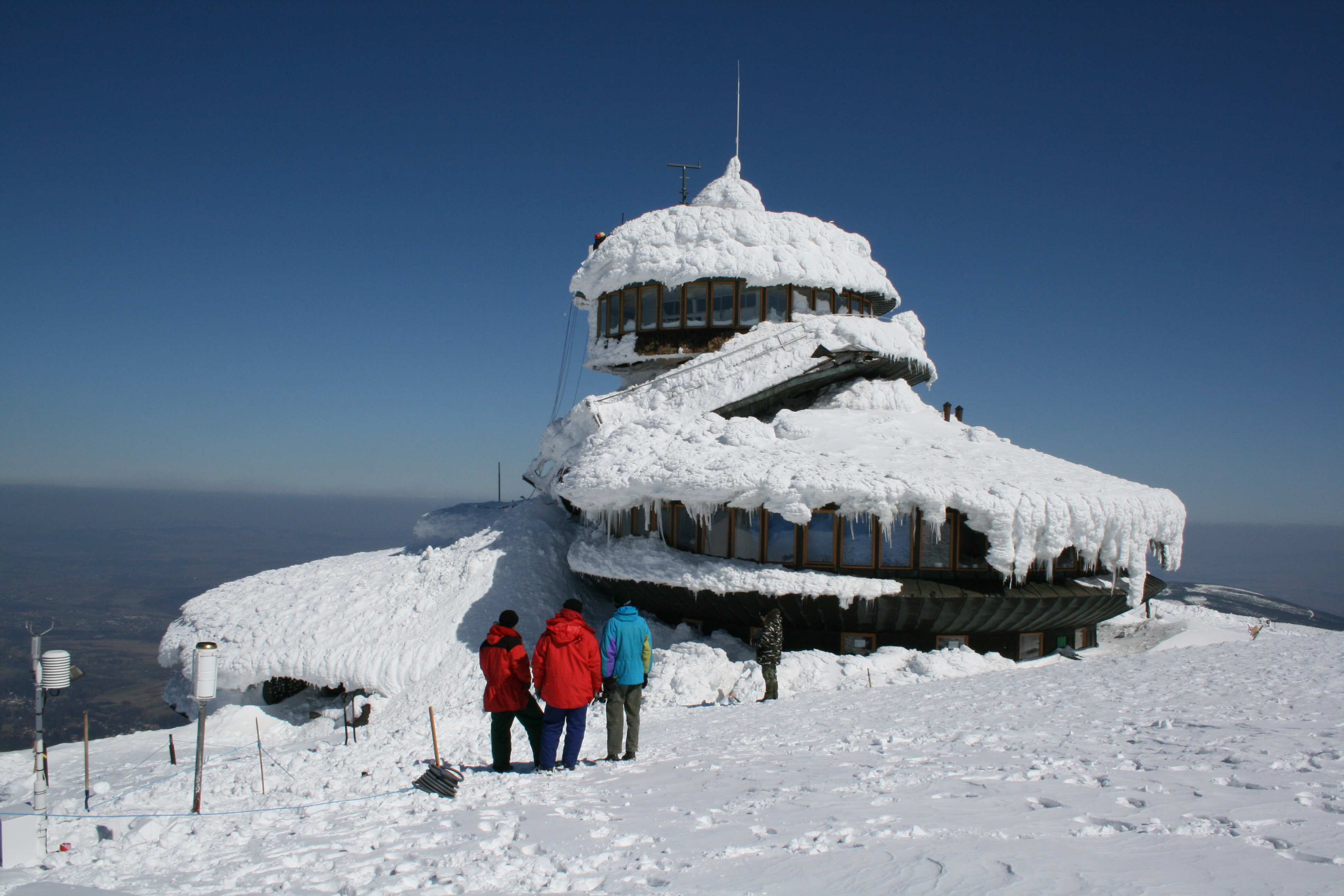
Obserwatorium na Śnieżce niedługo po katastrofie budowlanej 03.2009r.

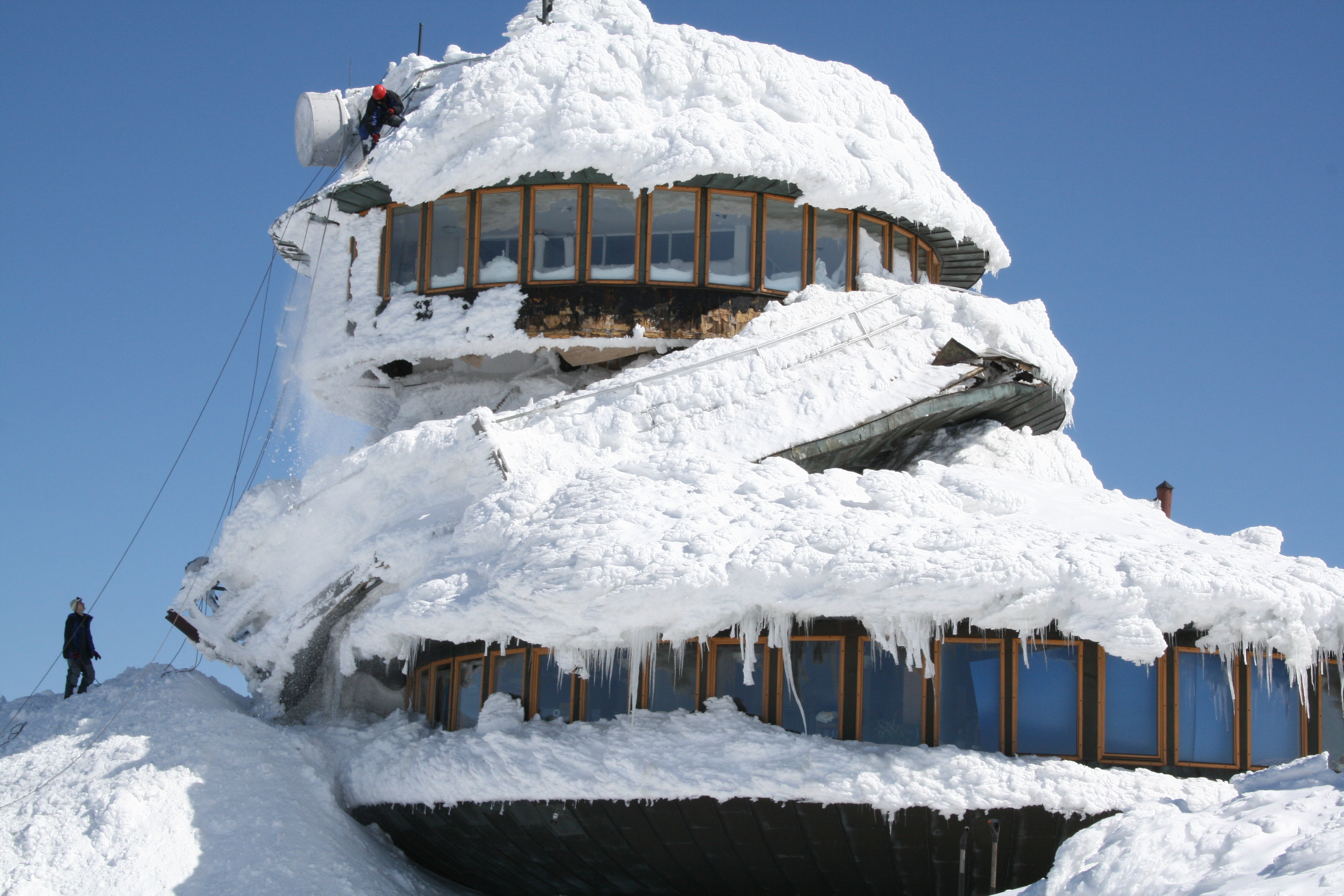
Obserwatorium na Śnieżce 03.2009

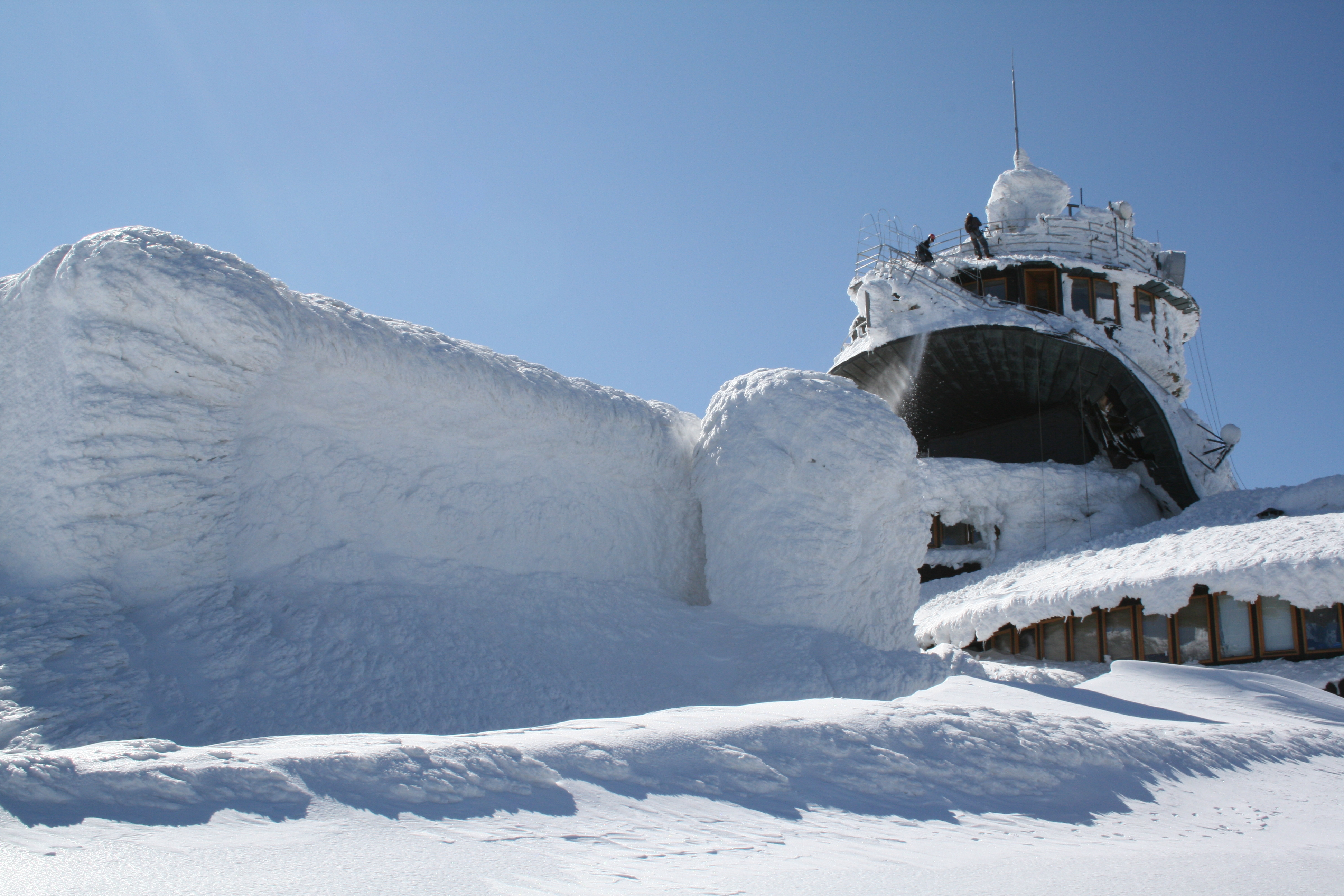
Obserwatorium na Śnieżce 03.2009r.

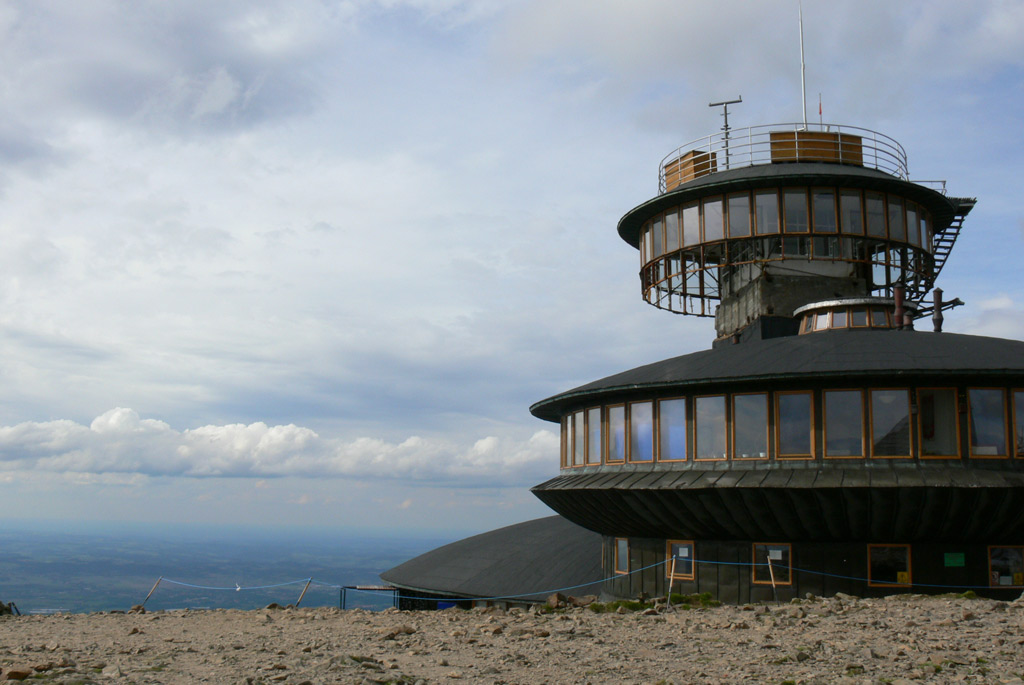
Obserwatorium na Śnieżce po katastrofie. Stan w czerwcu 2009

Wysokogórskie Obserwatorium Meteorologiczne im. Tadeusza Hołdysa na Śnieżce (poprzednio stosowana nazwa: Obserwatorium Wysokogórskie na Śnieżce im. Tadeusza Hołdysa) – placówka Instytutu Meteorologii i Gospodarki Wodnej, zlokalizowana na Śnieżce – najwyższym szczycie Karkonoszy i jednocześnie w całych Sudetach, na wysokości 1602 m n.p.m. Od 1985 obserwatorium nosi imię mgra Tadeusza Hołdysa, długoletniego kierownika obserwatorium.

## Początki obserwacji
Historia obserwacji meteorologicznych na Śnieżce sięga 1824 r. Początkowo prowadzone były w kaplicy pw. św. Wawrzyńca, która zaadaptowana była na schronisko turystyczne, i miały charakter nieregularny. W 1889, z inicjatywy Johanna Pohla, w schronisku po stronie śląskiej uruchomiono stację meteorologiczną II klasy.

## Budynek starego obserwatorium
W 1897 powstał projekt budowy oddzielnego budynku obserwatorium. Budowę rozpoczęto dwa lata później. Budynek służył pomiarom od 5 lipca 1900 jako obserwatorium meteorologiczne I klasy. Miał kształt trzykondygnacyjnej wieży o wysokości 16 m z dwoma niewielkimi tarasami na dachu. Szkielet konstrukcyjny budynku stanowiły bale dębowe i modrzewiowe, spięte śrubami o długości do 4 m. Szkielet był wypełniony kostką azbestowo-korkową grubości 18 cm, powleczoną jutą nasączoną gipsem. Zewnętrzną warstwę izolacyjną stanowiły deski i papa, natomiast od wewnątrz płyta pilśniowa. Wieża stabilizowana była przez warstwę kamieni o masie 5 ton, umieszczonych pod tarasem. Całość zakotwiczona była w skalnym podłożu stalowymi linami. Budynek był zabezpieczony również przed uderzeniem pioruna trzema piorunochronami. Pomiary prowadzono na tarasach oraz w ogródku meteorologicznym, zlokalizowanym po stronie austro-węgierskiej.
Budynek przetrwał I i II wojnę światową. 16 lipca 1945 obserwacje w budynku zaczęła prowadzić polska służba meteorologiczna. Budowla poddawana była trudnym warunkom atmosferycznym panującym na szczycie. Budynek był wielokrotnie remontowany. W połowie lat 50. XX wieku postanowiono o budowie nowego obserwatorium, ale realizację rozpoczęto dopiero w drugiej połowie lat 60. W okresie od 1 stycznia 1975 prowadzono obserwacje porównawcze w starym i nowym obserwatorium. Pomiary w starym budynku zakończono 23 października 1976. Planowano rozebrać budynek i przetransportować go w inne miejsce, gdzie po złożeniu miał pełnić funkcję muzeum poświęconego meteorologii. W 1978 Instytut Meteorologii i Gospodarki Wodnej przekazał obiekt za „symboliczną złotówkę” miastu Karpacz. Miał on zostać przeniesiony w pobliże Muzeum Sportu i Turystyki, nigdy jednak to zamierzenie nie doczekało się realizacji. W 1989 niszczejący od 13 lat budynek rozebrano w sposób nieuwzględniający jego rekonstrukcji.

## Budynek nowego obserwatorium
Nowy budynek obserwatorium w stylu modernizmu wzniesiono w latach 1966–1974 (budowa została zakończona 13 listopada 1974), kilka metrów na zachód od miejsca, gdzie zlokalizowane było dawne polskie (a do 1945 niemieckie) schronisko na Śnieżce. Konstrukcja powstała z żelbetu, stali, aluminium (m.in. pokrycie zewnętrzne) i szkła. Projektantami budynku byli architekt dr inż. Witold Lipiński (późniejszy prof. zw. dr hab. inż.) i architekt mgr inż. Waldemar Wawrzyniak (późniejszy dr hab. inż.) z Politechniki Wrocławskiej, którzy wygrali konkurs SARP na projekt budynku. Oryginalny, futurystyczny budynek obserwatorium wyeksponowano na XIX Letnich Igrzyskach Olimpijskich w Meksyku w 1968 oraz we francuskim dzienniku „Le Figaro” w 1976. Po kilku latach od otwarcia charakterystycznego, srebrnego budynku błyszczącego w słońcu dzięki pokryciu z aluminium, dokonano wielu modyfikacji obserwatorium, niezgodnych z oryginalnym, modernistycznym projektem architektów, na przykład pokryto cały budynek zwykłą czarną papą. Oryginalne, efektowne aluminium szybko popękało i nie zdecydowano się na jego wymianę na podobną stal nierdzewną, wyjątkowo odporną na zniszczenie, lecz kosztowną i stosowaną w ówczesnej, światowej architekturze modernizmu powstającej równocześnie z obserwatorium na Śnieżce (np. Katedra Najświętszej Marii Panny w Tokio, autorstwa architekta Kenzō Tange).
Budynek ma formę trzech połączonych ze sobą brył w kształcie dysków (czasami nazywanych również talerzami lub spodkami, w związku z podobieństwem do latających talerzy). Witold Lipiński tak tłumaczył kształt budowli: W latach pięćdziesiątych wiele mówiło się o niezidentyfikowanych pojazdach latających, a mnie zawsze fascynowały linie krzywe i kuliste przestrzenie – postanowiłem, że obserwatorium PIHM na Śnieżce będzie miało kształt talerzy. Konstrukcję dysków stanowi stalowa kratownica, oparta centralnie na betonowym fundamencie. W założeniu budynek miał zastąpić stare obserwatorium oraz stare schronisko z 1862, w związku ze złym stanem technicznym budynków i wzrostem ruchu turystycznego. Docelowo nie przewidziano jednak w nim funkcji noclegowych, lokalizując w obiekcie tylko obserwatorium i restaurację. Realizacja nowego budynku obserwatorium uzyskała wyróżnienie na Światowej Wystawie Architektury w Meksyku. Prowadzenie obserwacji w nowym budynku rozpoczęto 1 stycznia 1975. Obserwatorium kierowali m.in.: Tadeusz Hołdys i Józef Pawłowski (w latach 1983–2000). Obecnie kierownikiem jest Piotr Krzaczkowski (2000).
1 listopada 2015 IMiGW zamknął do odwołania część restauracyjną. W lutym 2020 z powodu silnych wiatrów uszkodzone zostało pokrycie dachu. W czerwcu 2020 budynek wpisano do rejestru zabytków.

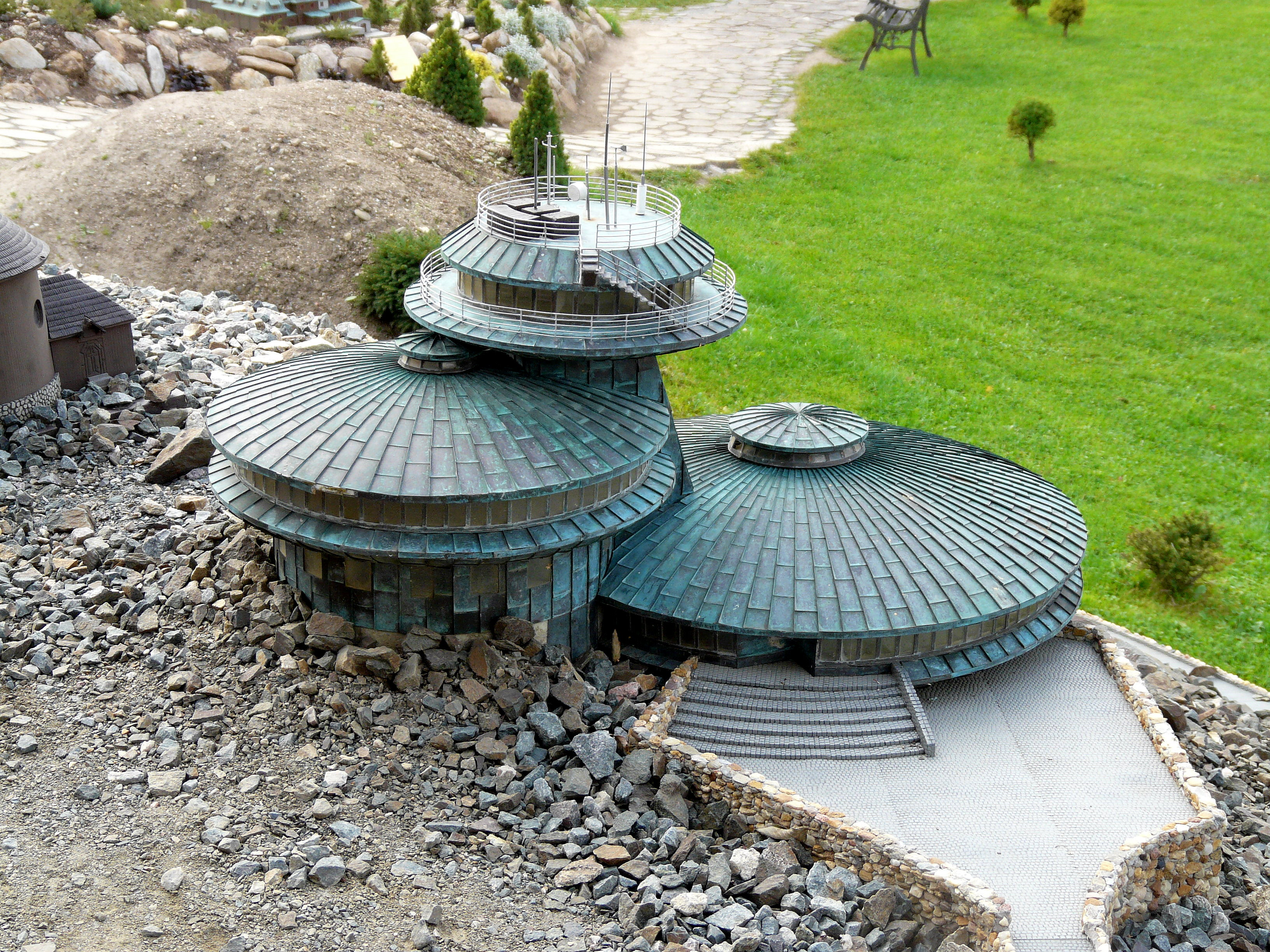
Miniatura restauracji i obserwatorium na Śnieżce

Model Obserwatorium Wysokogórskiego na Śnieżce w skali 1:25 można obejrzeć w Parku Miniatur Zabytków Dolnego Śląska w Kowarach. Ponadto budynek jest symbolem Studenckiego Koła Przewodników Sudeckich we Wrocławiu.

## Konstrukcja nowego obserwatorium

### Górny dysk
Najwyższy dysk – sięgający wysokości 1620 m n.p.m. – mieści obserwatorium meteorologiczne. Ma najmniejszą średnicę – ok. 13 m. Jest położony na żelbetowym trzonie, powyżej pozostałych dysków. Od pozostałych wyróżnia się zewnętrzną galerią biegnącą dookoła dysku oraz tarasem do dokonywania pomiarów na dachu. Posiada okna na całym obwodzie.

### Średni dysk
Średni dysk o średnicy ok. 20 m położony jest od strony południowej. Znajdują się w nim zaplecze techniczne obserwatorium, pokoje pracowników obserwatorium oraz magazyny. Jest on połączony z trzonem, na którym spoczywa dysk górny. Na dachu dysku znajduje się świetlik. Dysk jest podpiwniczony.

### Dolny dysk
W dolnym dysku, na poziomie którego od strony zachodniej znajduje się wejście do obserwatorium, zlokalizowana jest ogólnodostępna restauracja, z której można podziwiać widok w kierunku Kotliny Jeleniogórskiej, sklepik z pamiątkami, miejsce odpoczynku dla turystów oraz toalety. Dysk ten zlokalizowany jest od strony północnej i ma największą średnicę – ok. 30 m. Na dachu dysku znajduje się świetlik. Dysk jest podpiwniczony.

## Kontrowersje
Od momentu powstania nowy budynek wzbudzał kontrowersje, m.in. z uwagi na brak nawiązania do architektury górskiej i sudeckiej. Wpisał się jednak w nurt futurystycznych budowli wznoszonych w tych latach w Sudetach, w ówczesnej Czechosłowacji, reprezentowanych m.in. przez hotel na szczycie Ještěd (1966-1973), czy wieżę retransmisyjną RTV na Pradziadzie (1977-1983).

## Ogródek meteorologiczny
W odległości kilku metrów od budynku, przy granicy państwowej z Czechami, w miejscu budynku starego obserwatorium znajduje się ogródek meteorologiczny. Ogródek w tym miejscu funkcjonuje od 1991, kiedy został przeniesiony z lokalizacji po czeskiej stronie.

## Prowadzone obserwacje
Obserwatorium na Śnieżce jest jednym z dwóch, obok Kasprowego Wierchu, obserwatoriów IMiGW włączonych do światowego systemu stacji wysokogórskich. Na Śnieżce średnia roczna temperatura nieznacznie przekracza 0 °C, w najcieplejszym miesiącu wynosi 10,6 °C. Najwyższa temperatura zanotowana w obserwatorium wynosiła 25,9 °C (1892). W okresie powojennym w bieżącej lokalizacji obserwatorium najwyższą temperaturę odnotowano 28 lipca 2013: 24,6 °C. Szczyt Śnieżki charakteryzują huraganowe wiatry. Najwyższa zanotowana tu średnia 10-minutowa prędkość wiatru (21 lutego 2004 roku) wynosi 65 m/s, czyli 234 km/h. Rekordowe porywy wiatru dochodzą do 80 m/s. Zamglenie szczytu występuje ponad 300 dni w roku. Przez okres około pół roku (najczęściej od października do maja) na szczycie zalega pokrywa śnieżna. Średnia suma opadów przekracza 1000 mm

## Działalność edukacyjna obserwatorium
W obserwatorium funkcjonuje Punkt Edukacji Ekologicznej, w którym można zapoznać się z funkcjonowaniem przyrządów meteorologicznych.

## Katastrofy budowlane w obserwatorium

### 1962 rok
W październiku 1962 pękła jedna ze ścian szczytowych starego obserwatorium. W związku z zaistniałą sytuacją architekt powiatowy w Jeleniej Górze wydał nakaz opuszczenia budynku w ciągu 48 godzin. Aby kontynuować obserwacje, wykonano remont zabezpieczający, polegający na wymianie spróchniałych elementów i wzmocnieniu ścian.

### 2009 rok

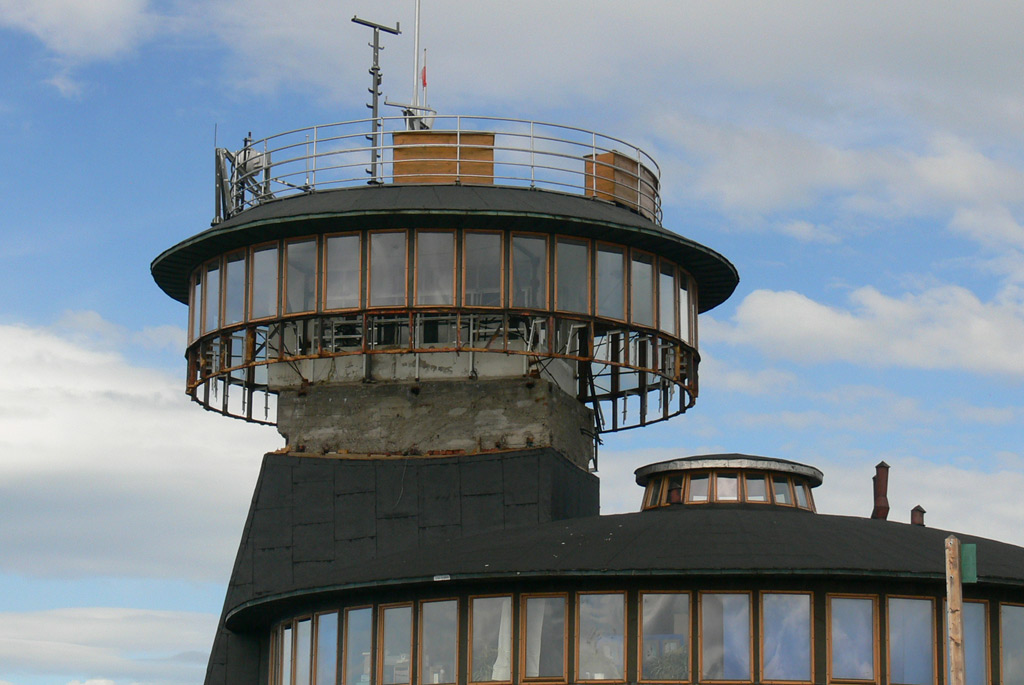
Uszkodzenia górnego dysku obserwatorium. Stan w czerwcu 2009

11 marca meteorolodzy pracujący w obserwatorium odczuli niewielki wstrząs. 12 marca 2009 słychać było głośny trzask i zauważono pęknięcia ściany i wybrzuszenie podłogi w górnym dysku obserwatorium. Nastąpiła ewakuacja pracowników z obserwatorium oraz przeniesienie aparatury pomiarowej do środkowego dysku. Obiekt oraz szlaki turystyczne prowadzące na szczyt od polskiej strony zamknięto w piątek 13 marca. 16 marca doszło do katastrofy budowlanej. Uszkodzona została stalowa konstrukcja wspierająca górny dysk – nastąpiło oderwanie się wsporników od trzonu żelbetowego z jednoczesnym uszkodzeniem obudowy na 2/3 obwodu. Pod koniec marca rozpoczęły się prace rozbiórkowe uszkodzonej części dysku górnego. W październiku 2009 zakończono odbudowę dysku. Obserwacje meteorologiczne były cały czas prowadzone, gdyż obserwatorium meteorologiczne na Śnieżce jest jednym z dwóch polskich obserwatoriów IMGW włączonych do światowego systemu stacji wysokogórskich i jest przez Międzynarodową Organizację Meteorologiczną (WMO) zobowiązane do ich nieprzerwanego prowadzenia.